# Ray Milland
Ray Milland (născut Alfred Reginald Jones în Țara Galilor la 3 ianuarie 1905 – d. 10 martie 1986) a fost un actor englez de cinema.

## Filmografie
- 1944 Ministerul groazei (Ministry of Fear) : Stephen Neale
- 1945 Un weekend pierdut (The Lost Weekend) : Don Birnam
- 1954 Cu C de la Crimă (Dial M for Murder) : Tony Wendice
- 1972 Invazia broaștelor (Frogs) : Jason Crockett
- 1976 Așii înălțimilor (Aces High), regia Jack Gold
- 1976 Ultimul magnat (The last Tycoon) : Fleishacker
- 1977 Cuibul salamandrelor (Dimensione giganti) : Il Boss
- 1956 Lisabona (Lisbon)

## Premii și recompense
- 1945 - Premiul Oscar, pentru cel mai bun actor din filmul The Lost Weekend, personajul Don Birnam
- 1946 - Globul de Aur pentru cel mai bun actor din filmul The Lost Weekend, personajul Don Birnam